# NRK Nyheter
NRK Nyheter est une station de radio publique norvégienne appartenant au groupe Norsk rikskringkasting (NRK). Lancée le 14 avril 1997, cette station d'information en continu traite de l'actualité nationale et internationale, diffusant de nombreux flashs infos, des reportages et des chroniques thématiques se rapportant à la politique, à la vie économique ou encore aux sports. 
S'inspirant de précédents comme France Info (1987) ou BBC Radio 5 Live (1994), NRK Nyheter n'émet cependant que de 6 heures du matin à minuit. Pendant la nuit, la station reprend en direct le flux de BBC World Service (en anglais). En cas d'événement important, la rédaction se mobilise immédiatement et prend l'antenne en quelques minutes, afin d'offrir aux auditeurs de la station une présentation claire de la situation. 
NRK Nyheter émet en modulation de fréquence (FM) dans tout le pays, et peut également être écouté en streaming sur internet.

## Historique

### Identité visuelle (logo)

Logo de NRK Alltid Nyheter de 1997 à 2011
Logo de NRK Alltid Nyheter de 2011 à 2017
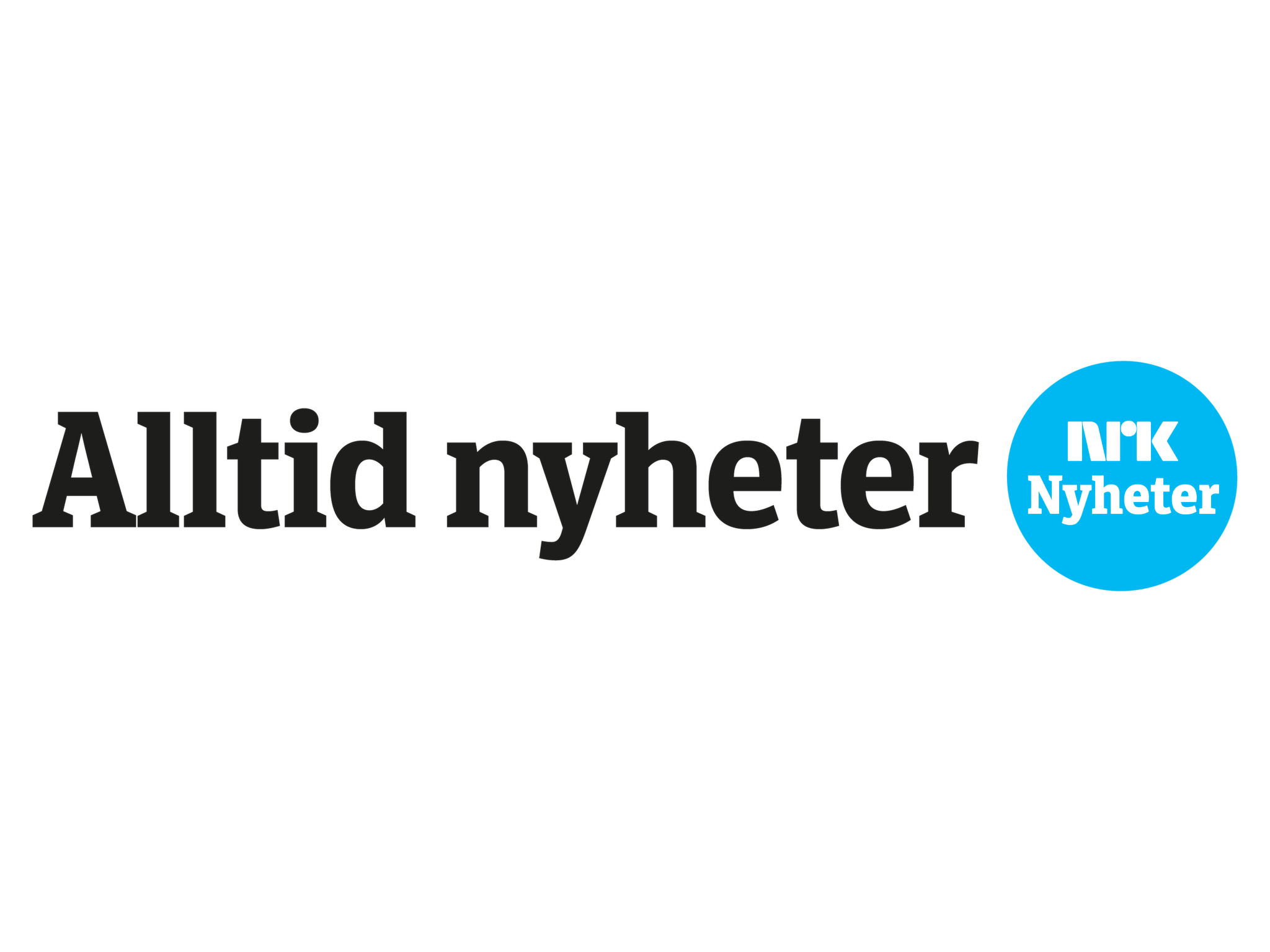
Logo de NRK Alltid Nyheter de 2017 à 2021
Logo de NRK Nyheter depuis décembre 2022